# Aleš Lehký
Aleš Lehký (* 23. června 1979 Litvínov) je český moderátor, zpěvák a textař. Proslavil se hlavně svým působením v popové kapele Lunetic, kterou společně s Martinem Kociánem v roce 1995 založil.

## Životopis
Má dva starší bratry. Vyučil se kuchařem. V září roku 1999 si poprvé vyzkoušel dráhu moderátora, a to sice v hudebním pořadu TV Nova Eso, který moderoval společně s ostatními členy kapely. Po rozpadu Lunetic v roce 2003 se začal věnovat moderování v rádiu. V roce 2006 vystoupil společně s Davidem Škachem v pořadu České televize 13. komnata Martina Kociána. Od roku 2008 začal opět vystupovat s Lunetic. V roce 2009 se stal novým moderátorem ranní show TV Nova Snídaně s Novou, kterou moderoval s roční pauzou do konce léta 2021. V březnu 2010 se oženil se svojí přítelkyní Janou a v srpnu téhož roku se mu narodil syn Adam. V současnosti (únor 2022) moderuje s Danem Rakaczským odpolední pořad Padla s Hitrádiem, který se vysílá na Hitrádiu North Music a Hitrádiu Contact.

## Videografie
- Lunetic – Cik-cak video (1999)
- Lunetic 2000 – Klipy & Klepy (2000)

## TV vystoupení
- Eso (od září 1999 do března 2000 – jako moderátor)
- 13. komnata Martina Kociána (2006)
- Víkend (2006)
- Eso (2008)
- Pustit žilou (2008)
- Pětka v pomeranči (2008)
- Eso (2009)
- Snídaně s Novou (od roku 2009–2019, 2020–2021) – moderátor

## Knihy
- Martin Lunetic (1999)
- Aleš Lunetic (1999)
- Lunetic tajný deník (1999)
- Lunetic (1999)
- Lunetic 3000 (2000)